# Octoblepharum cylindricum
Octoblepharum cylindricum är en bladmossart som beskrevs av W. P. Schimper och Montagne 1840. Octoblepharum cylindricum ingår i släktet Octoblepharum och familjen Dicranaceae. Inga underarter finns listade i Catalogue of Life.